# 月明星稀 - さよなら新選組
『月明星稀 - さよなら新選組』（げつめいせいき さよならしんせんぐみ）は、小学館の漫画雑誌『週刊ヤングサンデー』にて連載された、盛田賢司による日本の漫画作品。全10巻。
題名「月明星稀」は、中国三国時代の武将の曹操が読んだ「短歌行」、及び北宋時代の詩人・政治家の蘇軾が「短歌行」を引用して読んだ「前赤壁賦」内の文句から。

## 概要
本作は、幕末の新選組副長・土方歳三を主人公とした歴史漫画である。物語は、新撰組結成以前の若き日の土方から第一次長州征討までを描いているが、打ち切りに近い形で連載を終了している。
なお、単行本の裏表紙では、豊玉の俳号を持つ土方歳三の残した詩と隊士の絵が掲載されている。

## ストーリー
時は幕末。武士に憧れた土方歳三が、近藤勇、そして仲間と共に、動乱の京都へと新選組として繰り出す――――幕末時代劇漫画!!

## 主な登場人物
※登場人物の名は実際のものだが、一部フィクションである。

### 新選組

#### 局長
近藤勇
芹沢鴨

#### 副長
土方歳三
山南敬助
新見錦
水戸時代からの芹沢の腹心。芹沢を新選組のトップに、ひいては日本中に名を轟かす傑物にするため、自身が泥をかぶる心づもりで、近藤派の排除を目論み、岡田以蔵らに接触し、暗殺を依頼する。

#### 副長助勤
沖田総司
永倉新八
斎藤一
井上源三郎
原田左之助
松原忠司
浅野薫

#### その他の隊士
藤堂平助
谷三十郎
武田観柳斎
甲州流軍学を身に着けているが、山南らからは「古い」と評されている。
奥沢栄助
馬越三郎
尾関雅次郎
戸田六之助
オリジナルキャラクター。元治元年10月の江戸においての隊士募集に応じ入隊。原田左之助の剣術指導に反発し、伊東甲子太郎の思想に賛同し接近するようになる。原田や服部武雄と共に不逞浪士の取り締まりの際、死番を恐れ突入に失敗し隊士を数名殺したため、士道に背いたとして切腹して果てる。
弐田角之進
オリジナルキャラクター。元治元年10月の江戸においての隊士募集に応じ入隊。商家を脅し勝手に金策を働いたため、士道に背いたとして切腹して果てる。
木崎
岡田
山崎烝
観察方。
島田魁
観察方。

#### 伊東一派
伊東甲子太郎（鈴木大蔵）
ストーリー終盤に、藤堂平助の薦めで、新選組に合流する。女性と見間違えるような外観をしており、初対面のおりには近藤、永倉も性別の判断が付きかねた。土方に至っては、伊東の股間を鷲つかみにしたほど。
赤毛であり、それが原因で幼い頃は周囲からのいじめを受けていた。
三木三郎
伊東の弟。
加納道之助（加納鷲雄）
篠原泰之進
服部武雄
内海次郎
中西昇（登とも）
佐野七五三之助

### 倒幕派
坂本龍馬
望月亀弥太
岡田以蔵
桂小五郎
吉田稔麿
北添佶摩
大高又次郎
宮部鼎蔵
乃美織江
杉山松助
西郷吉之助
大久保一蔵
中村半次郎

### その他
佐藤のぶ（旧名：土方とく）
土方歳三の姉。
佐藤彦五郎
土方とくの夫。
松平容保
会津藩藩主。
内山彦次郎
幕臣。新選組憎しの余り、長州派と結託し、偽新選組隊士による押し借りを画策、新選組の所為とする。
これが判明し、近藤勇に斬り殺された。
近藤周助
天然理心流3代当主。活きた蛇を捕まえてそのまま喰うといった悪食。